# Nationaal park Bukit Duabelas
Nationaal park Bukit Duabelas is een park in Indonesië. Het ligt in de provincie Jambi op het eiland Sumatra.